# Puchar Polski w futsalu (2016/2017)
Puchar Polski w futsalu 2016/2017 – 23. edycja rozgrywek mających na celu wyłonienie zdobywcy Pucharu Polski. Obrońcą tytułu był klub Red Devils Chojnice. Puchar Polski po raz czwarty zdobyła drużyna Clearex Chorzów.

## 1/32 finału
| 21 stycznia 2017      |                 |                               |
| WSD Grudziądz         | 6:3             | KS Futsal Piła                |
| Budmax Przodkowo      | 4:1             | Team Lębork                   |
| AZS US Szczecin       | 4:5 pd.         | Mieszko Gniezno               |
| Zawbud Iława          | 12:3            | TAF Toruń                     |
| Wiking Opole          | 1:9             | Gwiazda Ruda Śląska           |
| Stara PA Nova Gliwice | 5:4             | Orzeł Futsal Jelcz-Laskowice  |
| Góral Tryńcza         | 2:4             | AZS UMCS Lublin               |
| Elmar Jędrzejów       | 5:7             | Heiro Rzeszów                 |
| 22 stycznia 2017      |                 |                               |
| KS Futsal Leszno      | 5:3             | Politechnika Gdańsk           |
| KS Futsal Oborniki    | 6:5             | Unisław Team Unisław          |
| SAN Łódź              | 3:2             | Malwee Łódź                   |
| Stan Ogórki Karczew   | 9:4             | MOKS Słoneczny Stok Białystok |
| TPH Polkowice         | 0:3 wo.         | Berland Komprachcice          |
| AZS UZ Zielona Góra   | 6:6 pd. (k.2:0) | Team Brzeg                    |
| GKS Futsal Tychy      | 11:3            | Futsal Nowiny                 |
| 27 stycznia 2017      |                 |                               |
| Helios Białystok      | 3:3 pd. (k.1:3) | AZS UW Warszawa               |
| 5 lutego 2017         |                 |                               |
| Sokół Sokółka         | 2:6             | Constract Lubawa              |

Wolny los: Viva Spajki Szaflary, Remedium Pyskowice, LEX Kancelaria Słomniki.

## 1/16 finału
Dołączają drużyny z ekstraklasy.
| Drużyna 1             | Wynik   | Drużyna 2                  |
| --------------------- | ------- | -------------------------- |
| 8 lutego 2017         |         |                            |
| AZS UMCS Lublin       | 4:8     | Rekord Bielsko-Biała       |
| 10 lutego 2017        |         |                            |
| Stara PA Nova Gliwice | 4:3 pd. | Piast Gliwice              |
| 11 lutego 2017        |         |                            |
| Mieszko Gniezno       | 3:4     | Red Devils Chojnice        |
| Constract Lubawa      | 1:5     | AZS UG Gdańsk              |
| Berland Komprachcice  | 0:3     | Clearex Chorzów            |
| 12 lutego 2017        |         |                            |
| SAN Łódź              | 5:7     | Gatta Zduńska Wola         |
| Stan Ogórki Karczew   | 3:5     | AZS UW Warszawa            |
| KS Futsal Leszno      | 2:5 pd. | KS Futsal Oborniki         |
| Zawbud Iława          | 0:7     | FC Toruń                   |
| WSD Grudziądz         | 5:6 pd. | Pogoń 04 Szczecin          |
| Budmax Przodkowo      | 3:1 pd. | Red Dragons Pniewy         |
| Viva Spajki Szaflary  | 3:9     | AZS UŚ Katowice            |
| Heiro Rzeszów         | 3:7     | LEX Kancelaria Słomniki    |
| AZS UZ Zielona Góra   | 4:3     | Euromaster Chrobry Głogów  |
| Gwiazda Ruda Śląska   | 3:1     | Remedium Pyskowice         |
| GKS Futsal Tychy      | 0:5     | MKF Solne Miasto Wieliczka |

## 1/8 finału
| Drużyna 1               | Wynik           | Drużyna 2                  |
| ----------------------- | --------------- | -------------------------- |
| 24 lutego 2017          |                 |                            |
| Clearex Chorzów         | 1:0             | MKF Solne Miasto Wieliczka |
| 25 lutego 2017          |                 |                            |
| KS Futsal Oborniki      | 1:3             | Red Devils Chojnice        |
| Budmax Przodkowo        | 4:4 pd. (k.2:3) | AZS UG Gdańsk              |
| LEX Kancelaria Słomniki | 3:2             | AZS UŚ Katowice            |
| Stara PA Nova Gliwice   | 1:5             | Rekord Bielsko-Biała       |
| 26 lutego 2017          |                 |                            |
| AZS UZ Zielona Góra     | 3:6             | Gwiazda Ruda Śląska        |
| 1 marca 2017            |                 |                            |
| AZS UW Warszawa         | 0:6             | Gatta Zduńska Wola         |

## 1/4 finału
| Drużyna 1               | Wynik | Drużyna 2            |
| ----------------------- | ----- | -------------------- |
| 8 marca 2017            |       |                      |
| Gwiazda Ruda Śląska     | 4:2   | Red Devils Chojnice  |
| Gatta Zduńska Wola      | 6:1   | FC Toruń             |
| LEX Kancelaria Słomniki | 1:6   | Rekord Bielsko-Biała |
| AZS UG Gdańsk           | 2:5   | Clearex Chorzów      |

## 1/2 finału
| Drużyna 1                            | Wynik dwumeczu | Drużyna 2            | Pierwszy mecz | Drugi mecz |
| ------------------------------------ | -------------- | -------------------- | ------------- | ---------- |
| Gwiazda Ruda Śląska                  | 1:12           | Rekord Bielsko-Biała | 1:10          | 0:2        |
| Clearex Chorzów                      | 8:5            | Gatta Zduńska Wola   | 4:0           | 4:5        |
| Po lewej gospodarz pierwszego meczu. |                |                      |               |            |

## Finał
| Drużyna 1                            | Wynik dwumeczu | Drużyna 2       | Pierwszy mecz | Drugi mecz |
| ------------------------------------ | -------------- | --------------- | ------------- | ---------- |
| Rekord Bielsko-Biała                 | 3:3            | Clearex Chorzów | 3:2           | 0:1        |
| Po lewej gospodarz pierwszego meczu. |                |                 |               |            |

| Zdobywca Pucharu Polski 2016/2017 |
| --------------------------------- |
| Clearex Chorzów 4. tytuł          |

## Najlepsi strzelcy
| Bramki | Strzelcy           | Drużyna              |
| ------ | ------------------ | -------------------- |
| 8      | Paweł Budniak      | Rekord Bielsko-Biała |
| 6      | Daniel Jagodziński | Gwiazda Ruda Śląska  |
| 6      | Michał Marciniak   | Gatta Zduńska Wola   |
| 5      | Mateusz Omylak     | Clearex Chorzów      |
| 5      | Artur Popławski    | Rekord Bielsko-Biała |

Źródło: